# 50가지 그림자
《50가지 그림자》(영어: Fifty Shades)는 E. L. 제임스의 에로 로맨스 소설 시리즈이다. 《그레이의 50가지 그림자》 (2011), 《50가지 그림자: 심연》 (2012), 《50가지 그림자: 해방》 (2012) 총 3부작으로 이루어져 있다. 2015년에 발행된 《그레이》는 남자 주인공 시점에서 풀어낸 책이다.

## 시리즈
- 그레이의 50가지 그림자
- 50가지 그림자: 심연
- 50가지 그림자: 해방
- 그레이